# Ochetotettix barretti
Ochetotettix barretti är en insektsart som först beskrevs av Hancock, J.L. 1899.  Ochetotettix barretti ingår i släktet Ochetotettix och familjen torngräshoppor. Inga underarter finns listade i Catalogue of Life.